# Землетрус у Вранча (1977)

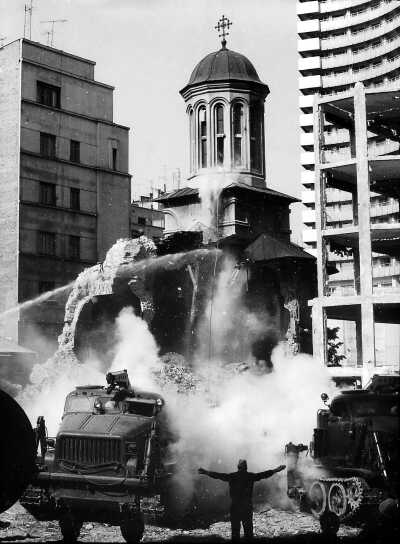
Церква Еней, сильно пошкоджена під час землетрусу 1977 року, пізніше була знесена.

Землетрус у Вранча 1977 року стався 4 березня 1977 року о 21:22 за місцевим часом і відчувався на всіх Балканах. Його магнітуда становила 7,5, що робить його другим за потужністю землетрусом, зареєстрованим у Румунії у XX столітті, після сейсмічної події 10 листопада 1940 року. Гіпоцентр знаходився в горах Вранча, найбільш сейсмічно активній частині Румунії, на глибині 85,3 км
В результаті землетрусу в Румунії загинуло близько 1 578 людей (1 424 у Бухаресті) і понад 11 300 отримали поранення. Серед жертв були актор Тома Карагіу та письменники А. Є. Баконський, Олександр Івасюк і Корнеліу М. Попеску. Комуністичний правитель Ніколає Чаушеску призупинив свій офіційний візит до Нігерії та оголосив надзвичайний стан.
Пошкоджено або зруйновано близько 32 900 будівель. Відразу після землетрусу 35 тисяч сімей залишилися без даху над головою. Вважається, що економічні збитки досягли двох мільярдів доларів США, хоча на той момент ця сума не була підтверджена владою. Детального звіту про руйнування, викликані землетрусом, так і не було опубліковано. Найбільше збитків було зосереджено в столиці Румунії Бухаресті, де впало близько 33 великих будівель. Більшість з цих будівель були побудовані до Другої світової війни і не були укріплені. Після землетрусу румунський уряд запровадив жорсткіші стандарти будівництва та використав землетрус як привід для початку великої кампанії знесення будівель у Бухаресті в 1982 році, яка тривала до 1991 року.
У Болгарії землетрус відомий як землетрус Вранча або Свіштовський землетрус. У болгарському місті Свіштов (неподалік Зимнича) обрушилися три житлові будинки, загинули понад 100 людей. Постраждало багато інших будівель, зокрема церква Святої Трійці. У радянській Молдавії землетрус зруйнував і пошкодив багато будівель; у столиці Кишиневі спалахнула паніка.

## Збитки та жертви
Землетрус, що стався 4 березня 1977 року, став однією з найбільших жертв землетрусу в 1970-х роках у всьому світі. Це спричинило втрату 1 578 життів і ще 11 221 поранено , причому 90% смертельних випадків припало на столицю Бухарест. Повідомлені збитки включали 32 897 зруйнованих або зруйнованих будинків, 34 582 бездомні сім’ї, 763 промислові об'єкти та багато інших пошкоджень у всіх секторах економіки. У звіті Світового банку за 1978 рік загальний збиток оцінювався в 2,048 мільярда доларів США, причому на Бухарест припадало 70% загальної суми, тобто 1,4 мільярда доларів США. Згідно з цим звітом, із 40 повітів Румунії 23 сильно постраждали.
| Інтенсивність струшування | Місцезнаходження                          | Епіцентральна відстань | Фокусна відстань 1  |
| ------------------------- | ----------------------------------------- | ---------------------- | ------------------- |
| В                         | Брашов                                    | 91                     | 143                 |
| VI                        | Вринчоая                                  | 2                      | 110                 |
| VI–VII                    | Крайова Галац                             | 288 112                | 308 157             |
| VII–VIII                  | Александрія Бузеу Фокшани Плоєшті Зімніча | 234 80 39 115 268      | 259 136 117 159 290 |
| VII–IX                    | Бухарест                                  | 166                    | 199                 |

### Бухарест

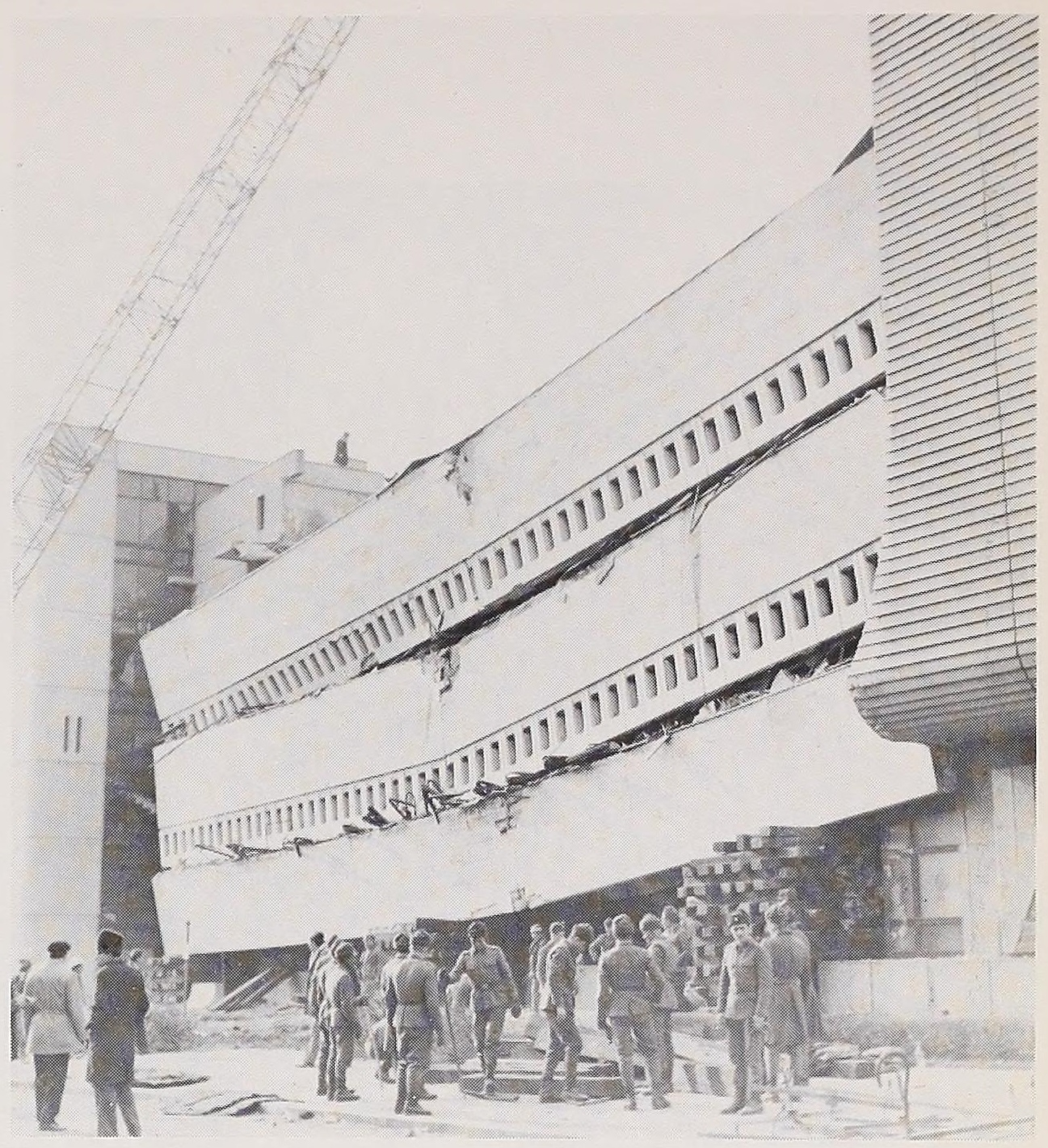
Завалена будівля комп'ютерного центру

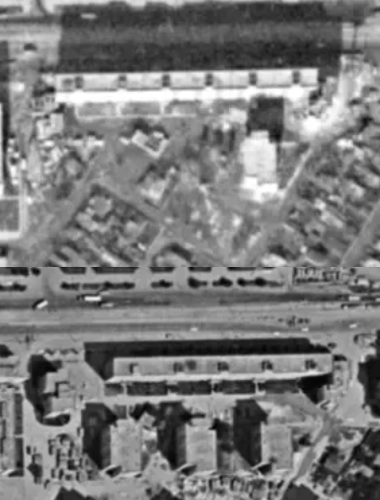
Блок OD16 видно до (вище) і після (нижче) землетрусу із супутника KH-9

Найбільших руйнувань і людських жертв зазнав центр міста, оскільки від землетрусу особливо постраждали багатоповерхові будинки, переважно багатоквартирні. Знакові споруди міжвоєнного періоду вздовж бульвару Бальческу Ніколае – бульвару Магеру, такі як будівля кондитерської Scala, Dunărea та Casata, а також будівлі Continental-Colonadelor і Nestor, розташовані неподалік, повністю або значною мірою зруйнувалися, а частини інших зруйнувалися. З 33 багатоповерхових будинків, які зруйнувалися, 28 були побудовані між 1920 і 1940 роками, коли сейсмостійка конструкція була невідома. Дві будівлі, які зруйнувалися, були побудовані в комуністичну епоху: будинок з житлового комплексу Лізеану, який був побудований в 1962 році, мала невелику частину обвалилася під час землетрусу, тому що опорна колона була зрізана в одній з торцевих секцій будівлі (першому поверсі, у магазині), що призвело до того, що цю секцію зрештою було знесено і майже ніколи не відновлювалося, а житловий будинок у Мілітарі під назвою OD16, побудований приблизно в 1972–1975 роках, повністю зруйнувався через будівельні дефекти (у той час був неякісний бетон). у згаданій будівлі, а повітряні кишені утворилися в бетоні під час будівництва, і навіть чобіт був знайдений у бетоні). Три громадські будівлі, Міністерство металургії, хімічний факультет і комп'ютерний центр також зруйнувалися, але на момент землетрусу в них не було багато персоналу. 5 березня, перші дані про катастрофу вказують на 508 загиблих і 2 600 поранених. За останніми даними, 90% жертв були жителями Бухареста: 1 424 загиблих і 7 598 поранених.

### Інші міста Румунії
У містах Фокшани та Бузеу неармовані цегляні стіни в малоповерховому будівництві частково або повністю зруйнувалися, а в нещодавно побудованих будівлях були ознаки руху між структурними елементами та суміжними стінами з заповненням.
Повідомлялося, що місто Зимніца перебуває в руїнах: зруйновано 175 будинків, а 523 зазнали серйозних пошкоджень, 4 000 людей були вимушені переселитися, сотні жертв. На 80% місто було зруйноване, Зимниця була відбудована з нуля. У Крайові серйозно пошкоджено понад 550 будівель, серед них Музей мистецтва, Музей Олтенії, Університет і Окружна бібліотека. За попередніми даними, 30 загиблих і 300 поранених. Васлуй також зазнав великих втрат, як людських — семеро загиблих, так і матеріальних.
У Плоєшті було зруйновано близько 200 будинків, а ще 2 000 отримали серйозні пошкодження; Ситуація також була серйозною в повіті Бузеу, де постраждало близько 1900 будівель. У Плопені повністю зруйнувався робітничий гуртожиток із кам'яної кладки, убивши від 30 до 60 працівників і поранивши багатьох. Повіти в Трансільванії та Добруджі не показали серйозних пошкоджень.
Землетрус викликав геоморфологічні явища в південній, східній і північній Валахії, а також у південній Молдавії. Це полягало в зсувах, розрідженні, осіданнях, розбризкуванні води; у горах Вранча течія річки Забала була частково перекрита, утворивши невелике природне озеро.

### Болгарія
Землетрус 4 березня сильно вразив Болгарію. Найбільше постраждало місто Свіштов. Тут обвалилися три багатоповерхівки, загинули до 120 людей, серед них 27 дітей. Постраждало багато інших будівель, зокрема церква Святої Трійці. У Русе підземні поштовхи були сильними, але руйнувань було незначно; загинула лише одна людина, вражена величезною архітектурною прикрасою, що впала з сусідньої будівлі.

### Радянська Молдова
За офіційними даними, в Молдавській РСР було зруйновано 2 765 будівель, 20 763 будівлі зазнали значних ушкоджень.

### Просторовий розподіл людських жертв
| Країна      | Romanian county | Місто/Село       | Загиблих          | Поранених    | Госпіталізованих (серед поранений) |
| ----------- | --------------- | ---------------- | ----------------- | ------------ | ---------------------------------- |
| Болгарія    |                 | Свиштов          | 120               | 165          | невідомо                           |
| Молдова     |                 |                  | 2                 | невідомо     | невідомо                           |
| Югославія   |                 |                  | 0                 | невідомо     | 0                                  |
| Румунія     |                 |                  | 1578              | 11321        | 2369                               |
|             | Долж            |                  | 41                | 315 to 562   | невідомо                           |
|             | Телеорман       |                  | 20                | 204          | 67                                 |
|             | Прахова         |                  | 15 (чи більше 50) | невідомо     | невідомо                           |
|             | Васлуй          |                  | 7                 | 40           | невідомо                           |
|             | Ясси            |                  | 4                 | 270 to 440   | невідомо                           |
|             | Бреїла          |                  | 3                 | 5            | невідомо                           |
|             | Вранча          |                  | 2                 | 23           | 5                                  |
|             | Бузеу           |                  | 0                 | 55           | невідомо                           |
|             | Джурджу         |                  | 1                 | 35           | невідомо                           |
|             | інші країни     |                  | приблизно 61      | 2359 to 2776 | 797                                |
|             |                 | Бухарест         | 1424              | 7598         | 1500                               |
|             |                 | Плопень          | 30 до 60          | багато       | невідомо                           |
|             |                 | Крайова          | 30                | 500          | невідомо                           |
|             |                 | Веленій-де-Мунте | 7?                |              | невідомо                           |
|             |                 | Ясси             | 4                 | 270 to 440   | невідомо                           |
|             |                 | Зімніча          | 5                 | 62           | невідомо                           |
|             |                 | Турну-Мегуреле   | 4                 | 70           | невідомо                           |
|             |                 | Рошіорій-де-Веде | 4                 | невідомо     | невідомо                           |
|             |                 | Александрія      | 3                 | невідомо     | невідомо                           |
|             |                 | Бреїла           | 3                 | 5            | невідомо                           |
|             |                 | Джурджу          | 1                 | 35           | невідомо                           |
|             |                 | Фокшани          | 1                 | невідомо     | невідомо                           |
|             |                 | Одобешть         | 1                 | невідомо     | невідомо                           |
|             |                 | Неружа           | 0                 | 1            | 1                                  |
| Event total |                 |                  | 1700              | ~11500       | ~3942                              |

## Афтершоки
Епіцентр землетрусу знаходився в південно-західній частині округу Вранча, найактивнішого сейсмічного району Румунії, на глибині близько 85.3 кілометри. Ударна хвиля була відчута майже в усіх країнах Балканського півострова, а також у радянських республіках Україні та Молдавії, хоча й з меншою інтенсивністю. Сейсмічний рух супроводжувався афтершоками меншої величини. Найсильніший афтершок стався вранці 5 березня 1977 року о 02:00 на глибині 109 кілометрів з магнітудою 4,9 за шкалою Ріхтера. Магнітуда інших поштовхів не перевищувала 4,3 або 4,5.

## Реакція влади
На момент землетрусу Ніколае та Єлена Чаушеску перебували з офіційним візитом у Нігерії. Про катастрофу в країні Чаушеску дізнався від румунського чиновника.
Спочатку новини про землетрус викликали плутанину, і люди говорили про набагато більшу катастрофу. Через збій в електропостачанні в Бухаресті на кілька годин не працювали послуги зв'язку. Населення вийшло на вулиці, налякані можливими поштовхами. На той момент жодних конкретних кроків влада не зробила.
Мешканці багатьох пошкоджених будинків брали участь у спеціальних рятувальних роботах. У рятувальних операціях допомагали лікарі, військові та багато цивільних. Дев'ять лікарень були закриті. Лікарня швидкої допомоги Floreasca у Бухаресті, яка була серйозно пошкоджена, була переповнена, а згодом евакуйована. Стадіон «Динамо» перетворили на пункт сортування поранених. До ранку 5 березня тривали роботи з відновлення основних комунікацій — водо-, газо- та електромереж, а також телефонної лінії.
Президентська пара та румунська делегація в Нігерії повернулися до Румунії в ніч з 4 на 5 березня 1977 року. Після цього Ніколае Чаушеску ввів надзвичайний стан по всій країні. Наступними днями глава держави відвідав Бухарест для оцінки збитків.
Команди солдатів і пожежників, відповідальні за порятунок тих, хто міг вижити, отримали допомогу від Червоного Хреста. До них приєдналися каскадери кіностудії «Буфтя» та багато волонтерів. Багатьох людей вдалося врятувати з-під руїн, деяких після кількох днів перебування в пастці.